# Qzone
Qzone(큐존, 중국어 간체: QQ空间, 중국어 번체: QQ空間, 병음: QQ Kōngjīan)은 2005년 텐센트가 만든 중국 기반의 소셜 네트워킹 웹사이트이다. 음악, 비디오 시청. 사용자는 Qzone 배경을 설정하고 기본 설정에 따라 액세서리를 선택할 수 있으므로 모든 Qzone이 개별 구성원의 취향에 맞게 사용자 지정된다. 그러나 대부분의 Qzone 액세서리는 무료가 아닌 유료이다. "Canary Yellow Diamond"를 구매한 후에만 사용자는 추가 비용 없이 모든 서비스를 이용할 수 있다.

## 같이 보기
- 텐센트 QQ